# NGC 6587
NGC 6587 est une petite galaxie lenticulaire barrée située dans la constellation d'Hercule. Sa vitesse par rapport au fond diffus cosmologique est de 2 902 ± 15 km/s, ce qui correspond à une distance de Hubble de 42,8 ± 3,0 Mpc (∼140 millions d'al). NGC 6587 a été découverte par l'astronome allemand Albert Marth en 1864.
À ce jour, trois mesures non basées sur le décalage vers le rouge (redshift) donnent une distance de 36,800 ± 3,894 Mpc (∼120 millions d'al), ce qui est à l'intérieur des valeurs de la distance de Hubble. Notons que c'est avec la valeur moyenne des mesures indépendantes, lorsqu'elles existent, que la base de données NASA/IPAC calcule le diamètre d'une galaxie et qu'en conséquence le diamètre de NGC 6587 pourrait être d'environ 24,9 kpc (∼81 200 al) si on utilisait la distance de Hubble pour le calculer.